# سی مینور
سی مینور (انگلیسی: B minor) با مخفف (Bm) یک گام مینور بر پایهٔ نت سی است.

## تعریف
گام سی مینور بر سه نوع مینور تئوریک (طبیعی)، مینور هارمونیک و مینور ملودیک استوار است و گام بزرگ نسبی آن، ر ماژور است و علامت سرکلید آن فا دیز و دو دیز است.
- نت‌های گام سی مینور طبیعی به ترتیب عبارتند از: سی، دو دیز، ر، می، فا دیز، سل، لا.

- در گام سی مینور هماهنگ (یا سی مینور هارمونیک)، نت «لا» نیم پرده کروماتیک به بالا تغییر می‌کند:

- در صورتی که درجات ششم و هفتم در حالت بالا رونده نیم پرده کروماتیک به بالا تغییر کند و در حالت پایین رونده به حالت اصلی خود برگردد، سی مینور نغمگی (یا سی مینور ملودیک) است.

## آثار در سی مینور
- کنسرتو ویولن شماره ۲ (نیکولو پاگانینی)
- سمفونی شماره ۸ (ناتمام) (فرانتس شوبرت)
- در قصر پادشاه کوهستان (ادوارد گریگ)
- کنسرتو ویولنسل (آنتونین دورژاک)
- مَس (یوهان سباستیان باخ)
- سوئیت ارکسترال شماره ۲ (یوهان سباستیان باخ)
- سمفونی شماره ۶ (پاتِتیک) (پیوتر ایلیچ چایکوفسکی)